# Umbertshausen
Der Weiler Umbertshausen  ist ein Ortsteil in der Gemarkung Geibenstetten in der Stadt Neustadt an der Donau im Landkreis Kelheim in Niederbayern. Er ist eine Exklave von Neustadt an der Donau, die allseitig vom gemeindefreien Gebiet Dürnbucher Forst umgeben ist. Umbertshausen gehört zur Hallertau.

## Lage
Der mittlerweile aus vier Anwesen bestehende Ort liegt idyllisch in einer 28,70 Hektar großen Rodungsinsel des Dürnbucher Forstes am Übergang vom tertiären Donau-Isar-Hügelland zu den Donauniederungen. An seiner westlichen Seite fließt der Kaltenbrunner Bach vorbei. Regensburg ist in östlicher Richtung zirka 45 km und Ingolstadt in westlicher 30 km entfernt. München liegt etwa 90 km südlich des Ortes.

## Geschichte
Der Weiler dürfte wie viele Orte im Bereich des Dürnbucher Forstes eine Rodungsgründung des von Herzog Tassilo III. ins Leben gerufenen Kloster Münchsmünster aus der 2. Hälfte des 8. Jahrhunderts gewesen sein. Die erste urkundliche Erwähnung des Ortes, der um das 18. Jahrhundert eine Einöde war, erfolgte um etwa 1100 als „Ratolt de Humbretteshusun“ als Zeuge bei der Übertragung eines Besitzes anwesend war. Bis zur Mitte des 13. Jahrhunderts erscheinen die Edlen von Umbertshausen vielfach in den Traditionen der Klöster Münchsmünster, Weltenburg und Biburg. Zwischen 1138 und 1158 bezeugt Aribo von Umbertshausen mehrere Schriftstücke des Bischofs von Freising.
1437 verlehnt Herzog Albrecht III. „das Burgkstal zu Kaltenprunn“ mit allen seinen Zugehörigungen an das vorarlbergische Geschlecht der Schellenberger. Die Überreste dieser Befestigungsanlage liegen ca. 1600 m südöstlich des Ortes, inmitten des Dürnburcher Forstes auf halber Länge des Schelmenweges, im Zusammenfluss von Gländerbach und Kaltenbrunner Bach. Auf der Karte von Apian aus dem Jahre 1557 erscheint der Ort als „villa Umbratshausen“.
Bei der Bildung der politischen Gemeinden in den Jahren 1808/1818 wurden das Dorf Geibenstetten und der Weiler Umbertshausen zur Gemeinde Geibenstetten zusammengefasst. Im Rahmen der Gebietsreform erfolgte am 1. Januar 1978 die Eingliederung dieser Gemeinde in die Stadt Neustadt an der Donau.

## Kapelle
Die im Jahre 1903 grundlegend erneuerte Kapelle wurde der Mutter Gottes geweiht.

## Wirtschaft und Infrastruktur
Der Ort mit 12 Einwohnern (Stand Juli 2021) ist ausschließlich land- und forstwirtschaftlich geprägt. Hopfenanbau bildet hierbei den Schwerpunkt. Bei einem der Anwesen handelt es sich um das ehemalige Forsthaus des Wittelsbacher Ausgleichsfonds. Zur Versorgung des Ortes mit Strom wurde 1921 am „Kaltenbrunner Bach“ ein kleines Elektrizitätswerk errichtet, das bis 1957 in Betrieb war. Umbertshausen gehört zum Schul- und Pfarrsprengel Münchsmünster.